# 桑韋德山
桑韋德山（英語：Mount Sandved），是南極洲的山峰，位於沙克爾頓海岸，處於多爾蒂山以北3.7公里，屬於伊麗莎白女王嶺的一部分，海拔高度2,440米，美國地質調查局根據測量和該國海軍的空中照片繪入地圖，現時由南極條約體系管理。